# Tell It to the Marines
Tell It to the Marines (Brasil: Os Fuzileiros / Portugal: Viva a Marinha!) é um filme mudo norte-americano de 1926, estrelado por Lon Chaney, William Haines e Eleanor Boardman, e dirigido por George W. Hill. Foi o maior sucesso de bilheteria da carreira de Lon Chaney.
Em abril de 2012, o filme tornou-se disponível em DVD da coleção Warner Archive.